# Alexandre Bernardino de Moura
Alexandre Bernardino de Moura (Rio Grande, ? — Niterói, 14 de março de 1911) foi um advogado, jornalista, político, literato e maçom brasileiro.
Nascido em Rio Grande, irmão do major Euclides Moura, trabalhou como promotor público da comarca de Encruzilhada na década de 1870, exonerado a seu pedido em 1877, e advogou em Porto Alegre na década de 1880. Foi ativo na imprensa desde a década de 1870, redator do jornal conservador O Constitucional em 1872, e diretor de O Commercial em 1880. Foi ainda colaborador do Álbum do Domingo, um dos principais jornais literários da época no Rio Grande do Sul.
Envolveu-se na política e foi candidato a deputado provincial pelo Partido Conservador, sendo apoiado pelo jornal Gazeta Mercantil, cujo editor escreveu um longo artigo louvando suas qualidades pessoais de honestidade, inteligência, abnegação e independência, homem "cheio de energia e devotado à causa pública", "advogado brilhante", "jornalista que sempre se distinguiu por um critério e moderação exemplar e que, nem no ardor das discussões, deu azo a maus juízos de seu caráter e sentimentos", e "em serviços ao partido, em merecimentos, ilustração e patriotismo, sem ofensas a ninguém, não sabemos que nenhum outro se avantaje ao sr. Alexandre Bernardino de Moura". Contudo, sua candidatura não foi adiante por intervenção de José Bernardino da Cunha Bittencourt, que era um católico ultramontanista e não admitiu a participação de maçons na chapa.
Foi membro da Sociedade Partenon Literário, que reuniu a nata da intelectualidade rio-grandense da segunda metade do século XIX, e um dos principais líderes maçons da sua geração no estado, venerável da loja Luz e Ordem. Segundo Colussi, 
"O Partenon, além de servir de ponto de aglutinação da intelectualidade gaúcha e de ter sido responsável pela difusão da sociedade, serviu também como referência cultural para a própria maçonaria gaúcha. Os maçons passaram a ter uma atuação fora dos círculos de convívio interno, reforçando e divulgando seus posicionamentos políticos e ideológicos em círculos mais amplos, com o que aumentou sua capacidade de influir na formação de opinião e na difusão da ideia de sociedade laicizada. A maçonaria e os próprios maçons adquiriram um canal de expressão profano de alcance e respeitabilidade inquestionáveis. Sociedade literária, imprensa e política foram, assim, espaços que se complementaram".
Até 1887 residiu em Rio Grande, e depois mudou-se para o Rio de Janeiro, onde trabalhou como advogado e colaborou com jornais de Resende, da capital e de São Paulo. Em 1897 assumiu a chefia da redação da Folha da Tarde e foi um importante apoiador da candidatura do gaúcho Júlio de Castilhos à presidência da república. Elegeu-se deputado estadual pelo 1º Distrito e, conforme seu obituário no jornal A Federação, destacou-se "pelo talento combativo e pela inflexível firmeza com que se colocou em determinadas questões que ele considerava de princípios". Em 1909, por convite do ministro da Agricultura, passou a atuar como consultor jurídico do Ministério, "e neste cargo deixou sobejas provas de seu valor intelectual, da sua cultura e da sua capacidade de trabalho em pareceres e outras obras de colaboração administrativa".
Foi casado com Maria da Rocha Miranda, filha do Barão do Bananal, com quem teve cinco filhos. Faleceu em Niterói em 14 de março de 1911. Vários obituários muito elogiosos foram publicados em sua honra.